# Timo Werner
Timo Werner (født 6. marts 1996 i Stuttgart, Tyskland), er en tysk fodboldspiller (angriber). Han spiller for RB Leipzig i Bundesliga

## Klubkarriere
Werner startede sin seniorkarriere hos VfB Stuttgart i sin fødeby, der også havde været hans klub som ungdomsspiller. I 2016 skiftede han til RB Leipzig for en pris på 10 millioner euro, hvilket gjorde han til klubbens på daværende tidspunkt dyreste indkøb nogensinde.

## Landshold
Werner debuterede for Tysklands landshold 22. marts 2017 i en venskabskamp mod England. Han var en del af det tyske hold, der vandt guld ved Confederations Cup 2017 i Rusland og deltog også ved VM 2018 samme sted.